# Middelburg (Bodegraven-Reeuwijk)
Middelburg (52° 03′ N, 4° 41′ L) é uma vila dos Países Baixos, na província de Holanda do Sul. Middelburg (Bodegraven-Reeuwijk) pertence ao município de Bodegraven-Reeuwijk, e está situada a 5 km, a norte de Gouda.
A área de Middelburg, que também inclui as partes periféricas da cidade, bem como a zona rural circundante, tem uma população estimada em 260 habitantes.